# Waverly (Iowa)
Waverly é uma cidade localizada no estado americano de Iowa, no Condado de Bremer.

## Demografia
Segundo o censo americano de 2000, a sua população era de 8968 habitantes.
Em 2006, foi estimada uma população de 9347, um aumento de 379 (4.2%).

## Geografia
De acordo com o United States Census Bureau tem uma área de
29,7 km², dos quais 28,9 km² cobertos por terra e 0,8 km² cobertos por água. Waverly localiza-se a aproximadamente 297 m acima do nível do mar.

## Localidades na vizinhança
O diagrama seguinte representa as localidades num raio de 20 km ao redor de Waverly.